# 룩셈부르크 공국
룩셈부르크 공국(룩셈부르크어: Herzogtum Lëtzebuerg)은 신성 로마 제국을 구성하는 영방국가 중 하나였다. 14세기 유럽 정치사에서 가장 중요한 귀족 가문이었던 룩셈부르크가의 선산이다. 1444년 발루아부르고뉴가의 필리프 3세 선량공에게 매각되었다. 자립한 제후국으로서는 사실상 이 때 멸망하였다. 1477년 결혼에 의해 합스부르크가의 막시밀리안 1세에게 넘어갔고, 이후 부르고뉴령이었던 다른 저지대 영방들과 함께 네덜란드 17주를 구성했다. 이후 프랑스 혁명전쟁 와중인 1797년 프랑스군에게 점거되고 캄포포르미오 조약으로 오스트리아가 저지대 상실을 인정하면서 완전히 멸망하였다. 이후 프랑스의 나폴레옹 1세가 몰락하면서 1815년 빈 회의에서 대공국으로 부활하였고 오늘날의 룩셈부르크 대공국으로 이어진다.
룩셈부르크 공국의 면적은 오늘날의 룩셈부르크 대공국보다 네배 가량 더 넓었다. 오늘날의 룩셈부르크 대공국은 세 차례의 룩셈부르크 분할로 주변국 벨기에, 프랑스, 독일에 영토를 넘기고 남은 잔존국이다.